# 에어로로직
에어로로직(영어: AeroLogic)은 독일의 화물 항공사로 총 21개 노선을 취항하고 있다. 본사는 독일 슈코이디츠에 위치해 있으며 2007년에 설립했다. 또한 사용하고 있는 허브 공항으로 프랑크푸르트 국제공항과 라이프치히 할레 공항이 있으며 계열사는 루프트한자 카고와 DHL 익스프레스가 있다.

## 보유 기종
- 2023년 11월 기준으로 에어로로직은 다음과 같은 기종을 보유하고 있다.[1]

## 같이 보기
- DHL
- DHL 항공
- 루프트한자
- 루프트한자 카고

## 사진

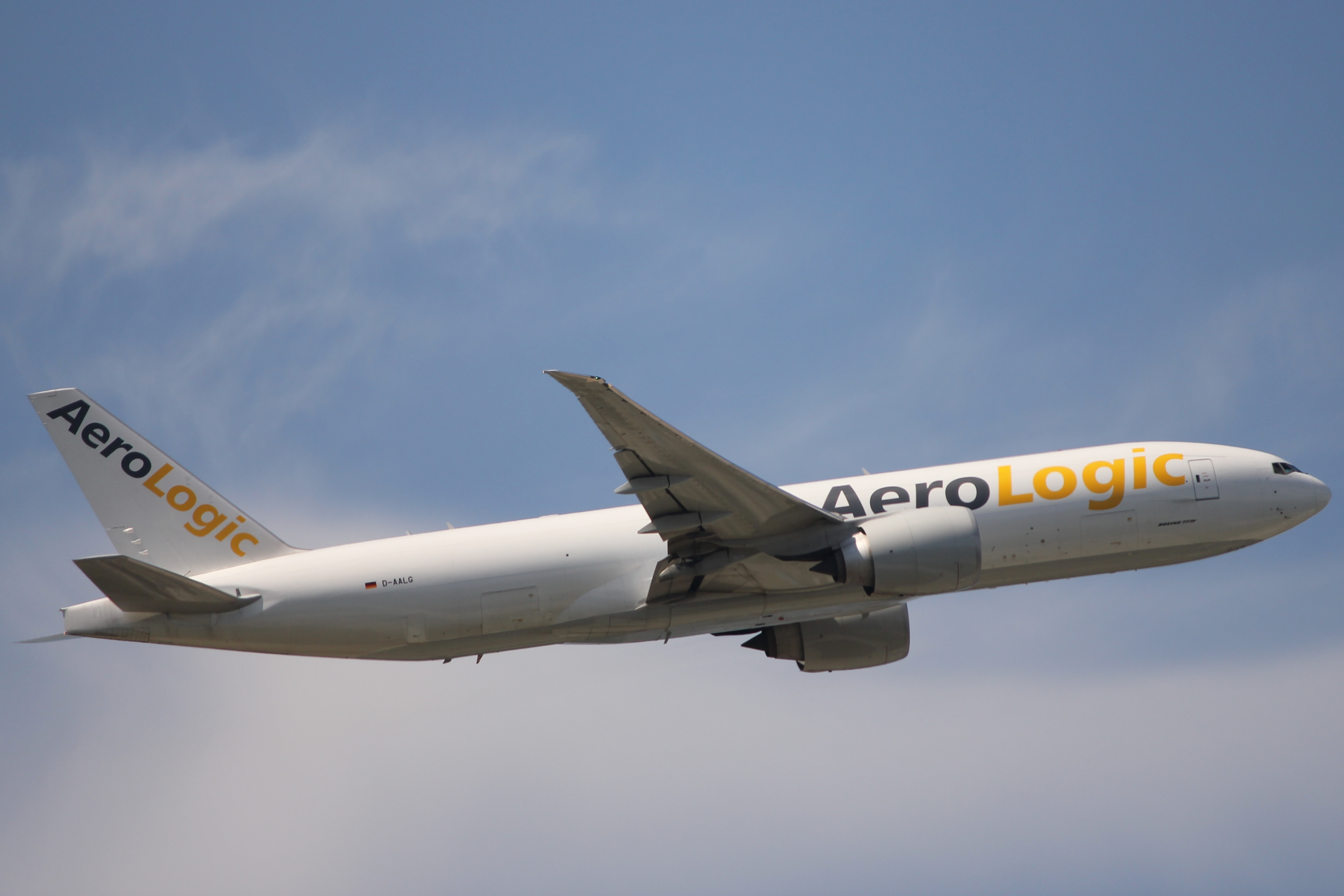
에어로로직의 보잉 777F
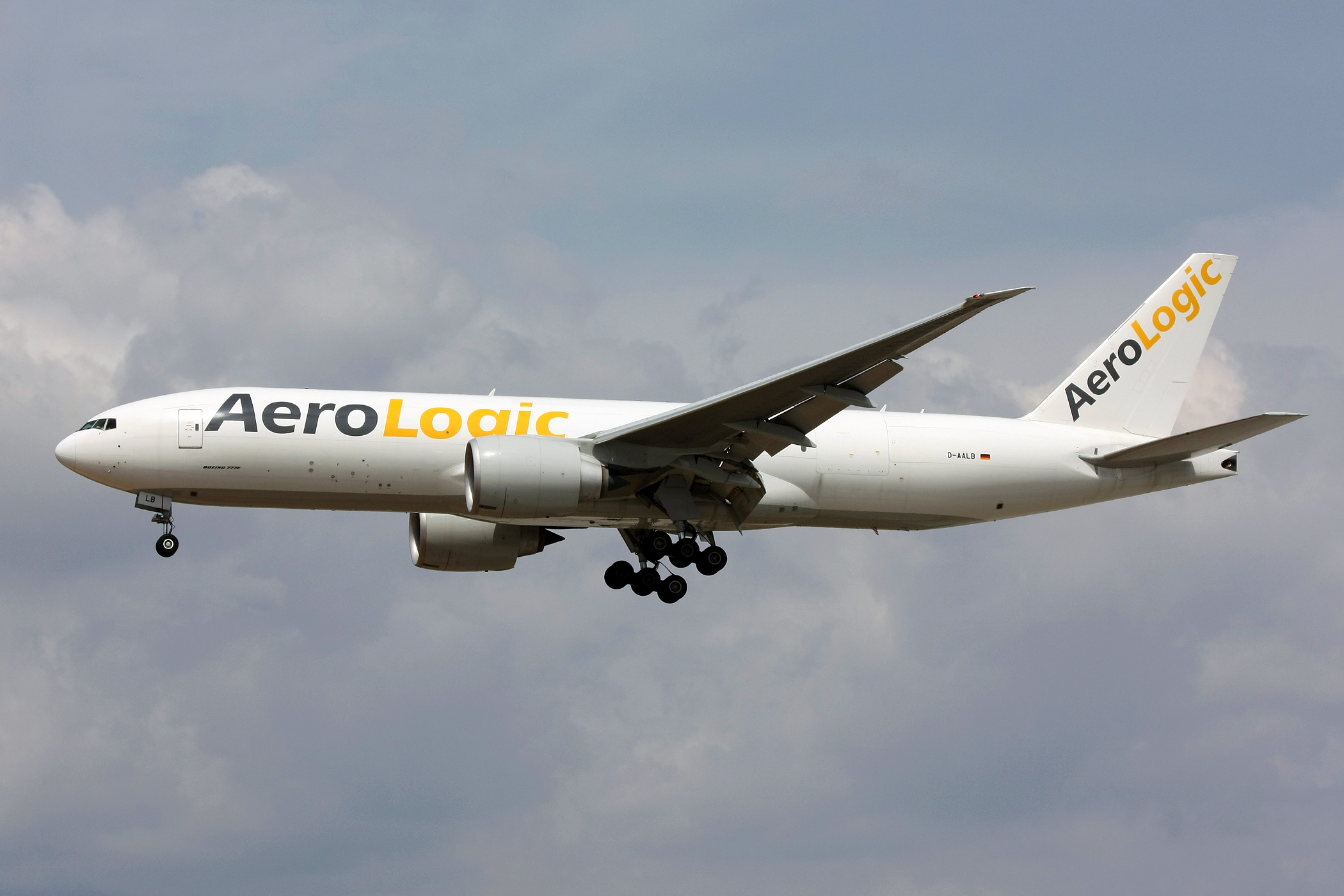
에어로로직의 보잉 777F
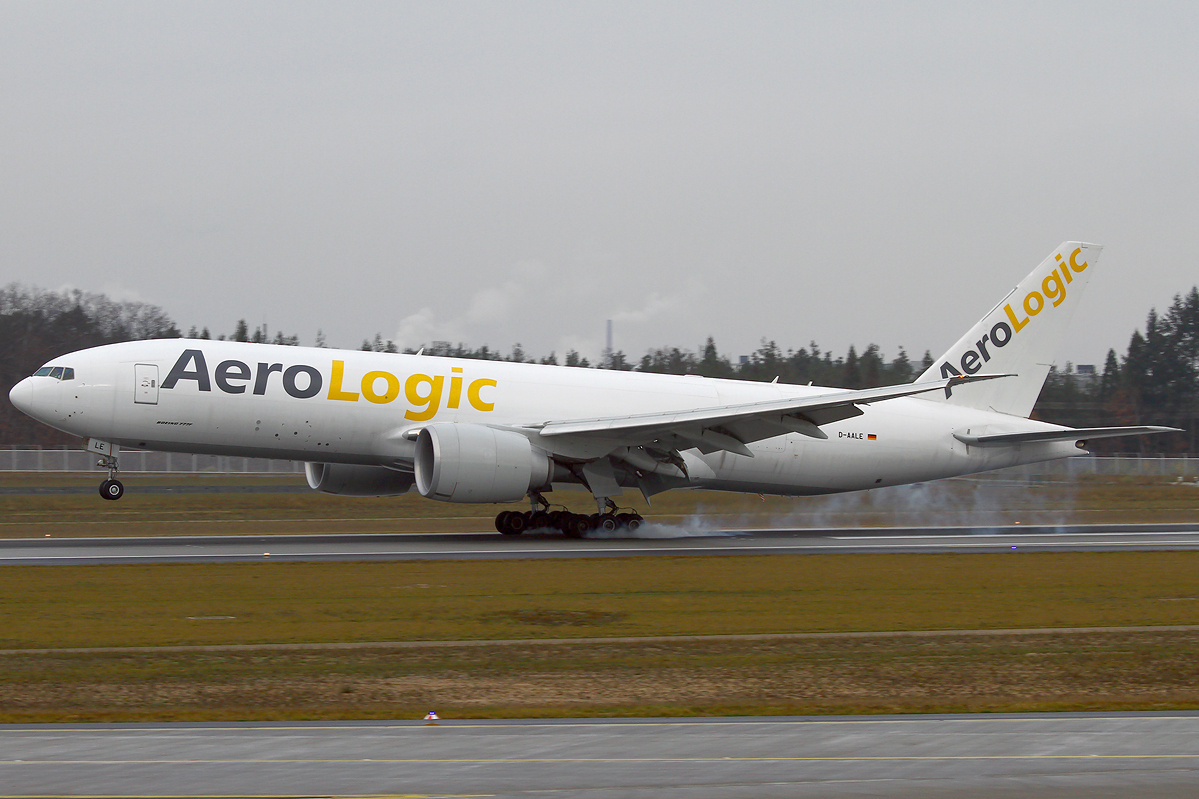
에어로로직의 보잉 777F